# Volksberg
Volksberg är en kommun i departementet Bas-Rhin i regionen Grand Est (tidigare regionen Alsace) i nordöstra Frankrike. Kommunen ligger i kantonen Drulingen som tillhör arrondissementet Saverne. År 2022 hade Volksberg 352 invånare.

## Befolkningsutveckling
Antalet invånare i kommunen Volksberg
| Referens: INSEE |